# Matthias Maierbrugger

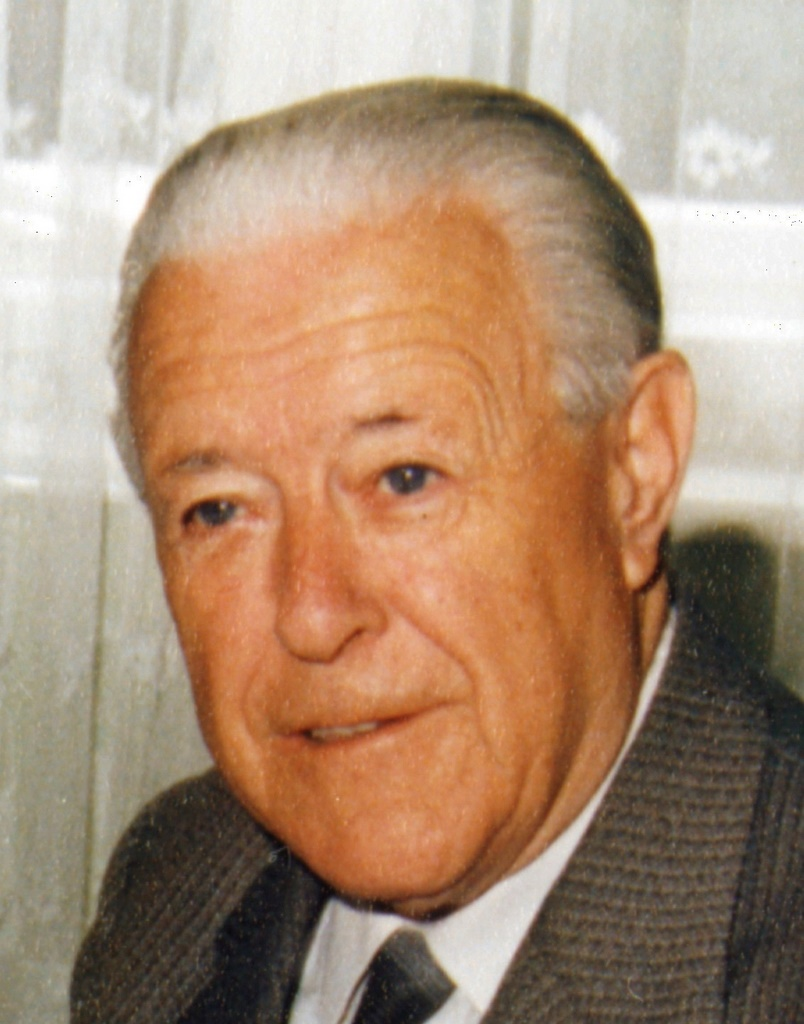
Matthias Maierbrugger

Matthias Maierbrugger (* 19. Februar 1913 in Berg bei Ebene Reichenau, Kärnten; † 3. Mai 1991 in Döbriach) war ein österreichischer Heimatforscher und Publizist. Sein Interesse galt der Kärntner Volkskunde worüber der als „Volksschriftsteller“ bezeichnete Lehrer an die 30 Bücher veröffentlichte, rund 4.000 Artikel und Aufsätze verfasste sowie 400 Radiosendungen für das ORF-Landesstudio Kärnten gestaltete.

## Leben
Maierbrugger wuchs in Berg bei Ebene Reichenau auf und lebte zuletzt an seinem langjährigen Wirkungsort Döbriach am Millstätter See. Er war Volksschullehrer in Bleiberg und Arriach, dann Oberlehrer in Steinbichl und Glödnitz. Nach dem Zweiten Weltkrieg unterrichtet er in Kaning, wo er auch Bürgermeister war. Von 1952 bis 1976 war Maierbrugger Volksschuldirektor in Döbriach. Für seine Arbeit als Lehrer und Heimatforscher erhielt er den Titel „Oberschulrat“ sowie zahlreiche Auszeichnungen wie das Große Ehrenzeichen des Landes Kärnten.
Sein ganzes Leben sammelte Maierbrugger volkskundlich interessantes Material wie Chroniken von Orten oder Gemeinden, von Kirchen oder Schulen. Er zeichnete Erzählungen, Sagen, Aberglauben, Volksbräuche und Redensarten auf und befasste sich auch aktiv mit Lied- und Brauchtumspflege. Er überprüfte und ergänzte seine Aufzeichnungen im Kärntner Landesarchiv. Die meisten seiner Bücher wurden mehrfach aufgelegt wie etwa das „Das Kärntner Sagenbuch“ von 1971, das 2004 in der zehnten Auflage erschien. Der thematische Schwerpunkt seiner Arbeit war die Regionalgeschichte Oberkärntens. Sein umfangreichstes Werk ist die „Geschichte von Millstatt“. Eine wesentliche Grundlage des Buches waren die Druckfahnen einer Geschichte von Millstatt von Robert Eisler, die 1914 hätte erscheinen sollen, was aber kriegsbedingt nicht mehr geschah.

## Veröffentlichungen
- Marktgemeinde Millstatt (Hrsg.): Die Geschichte von Millstatt. Mit einem Beitrag von Dr. Karl Dinklage: Die Geschichte des Marktes Millstatt. Ferd. Kleinmayr, Klagenfurt 1964, OCLC 314406422, S. 422 (Neuauflage: 1989; ohne detaillierte Quellnachweise; historische Teile basieren auf der unvollendeten Geschichte von Millstatt von Robert Eisler).
- Böhmische Granaten aus Radenthein. In: Die neue Zeit, 1953 und 1963.
- Bergbäuerliche Erziehung in der Vergangenheit. Redensarten, Meinungen und Sagen des Volkes aus dem Kärntner Nockgebiet. In: Carinthia I, Geschichtliche und volkskundliche Beiträge zur Heimatkunde Kärntens, 1960, S. 436–445.
- Heimliches Kärnten. Europäischer Verlag, Wien 1966, S. 262 (40 SW-Fotos).
- Das Heimatbuch von Bad Kleinkirchheim. Europäischer Verlag, Wien 1967, S. 248 (51 SW-Fotos).
- Vom Glockner bis zur Lavant. Ein neues Heimatbuch. Europäischer Verlag, Wien, 1968. [302 Seiten + 40 SW-Fotos]
- Das Heimatbuch von Arriach. Europäischer Verlag, Wien, 1969. [272 Seiten + 70 SW-Fotos]
- Ferien am Ossiacher See. Klagenfurt, 1970. [93 Seiten / allgemeines Überblickswerk ohne Fußnoten].
- Das Tausendjährige Mauterndorf Hg. Marktgemeinde Mauterndorf 1976; Samson-Druck St. Michael im Lungau; Oberweißburg 122 [222 Seiten + 37 Abb.]
- Lebendiges Brauchtum in Kärnten. Verlag Johannes Heyn, Klagenfurt, 1978. ISBN 3-8536-6292-7 [160 Seiten, mit Farbfotos]
- Urlaub am Millstätter See. Ein Führer. Klagenfurt, 1978. [208 Seiten].
- Ferien im Lieser- und Maltatal. Ein Führer und Ratgeber durch Landschaft und Geschichte. Heyn Verlag, Klagenfurt, 1982, ISBN 3-85366-394-X.
- Bad Kleinkirchheim – eine Chronik von Matthias Maierbrugger mit Bildern von Sepp Ortner und Beiträgen von Armin Pertl und Reinhard Pulverer. Verlag Johannes Heyn, Klagenfurt, 1998. ISBN 3-85366-891-7
- Barbara u. Peter Leeb (Hg.) / Mit Texten von Matthias Maierbrugger: Der Hochschober, die Turracher Höhe und die Nockberge: ein Buch für „Hochschober-Gäste“ als Verbindung zwischen Gestern und Heute. Verlag Johannes Heyn, Klagenfurt, 2001. ISBN 3-85366-979-4. [238 Seiten]
- Kärntner Sagenbuch. Verlag Johannes Heyn, Klagenfurt, 2004, 10. Auflage. ISBN 3-7084-0092-5 [Sammlung von 207 Kärntner Sagen, nach Tälern geordnet]